# 斑點孔粉蝨
斑點孔粉蝨（学名：Dialeuropora decempuncta）为粉蝨科孔粉蝨屬下的一个种。